# بیینا

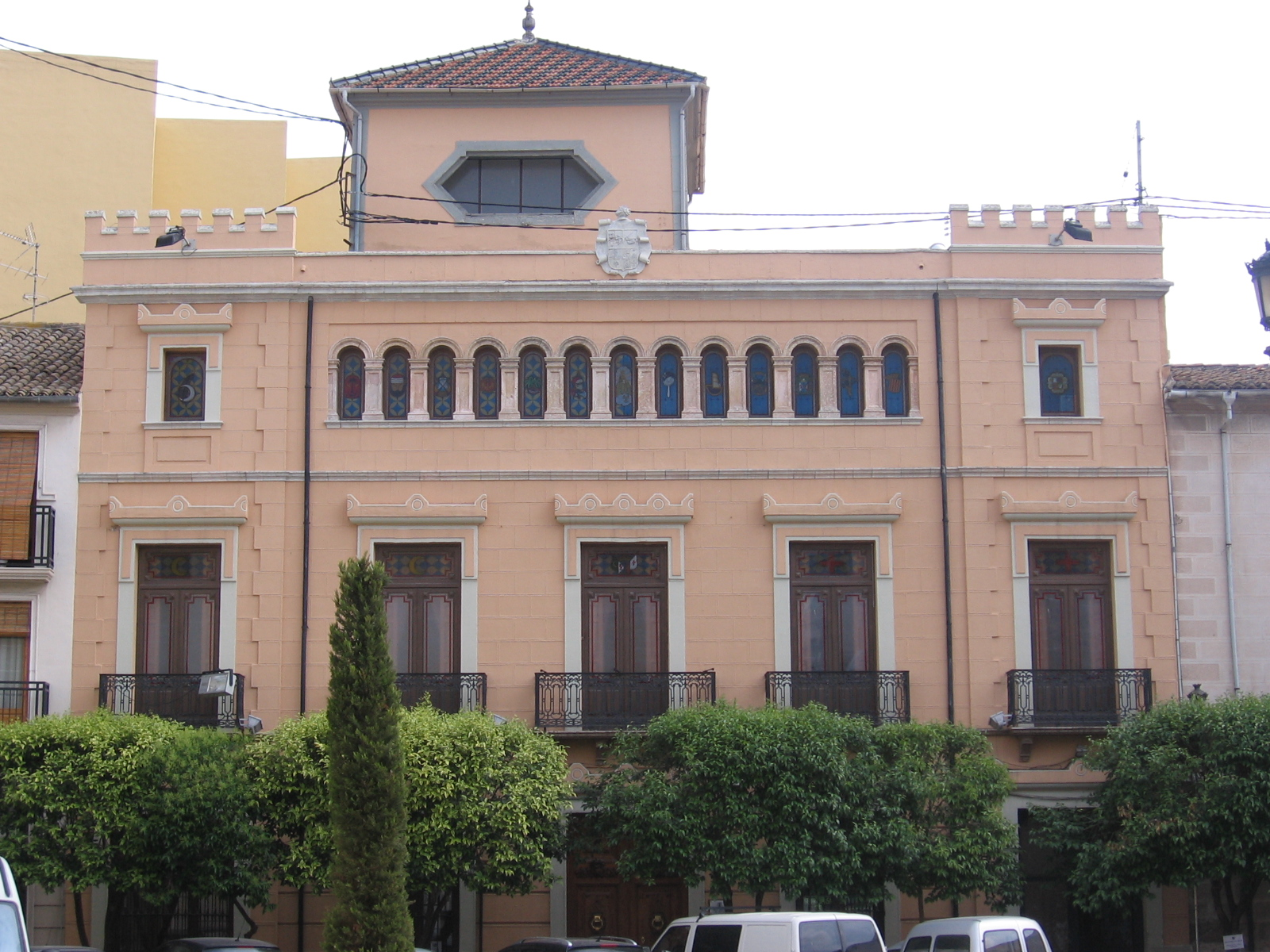
موزه کازا سلوا در بیینا.

بیینا (Villena) دهستانی در استان آلیکانتهٔ اسپانیا است.
در این دهستان ۳۴٬۱۸۶ نفر زندگی می‌کنند. مساحت این دهستان ۳۴۵٫۷۱ کیلومتر مربع است.
مردم ایبری در دوران باستان در بیینا نشیمن گزیدند.